# Ru-Center
Руцентр (ex. RU-CENTER) — российская компания, предоставляющая услуги по регистрации доменных имен, хостинг-провайдер. Полное наименование — Акционерное общество «Региональный Сетевой Информационный Центр». Входит в группу Рунити, которая объединяет российских провайдеров хостинга и регистраторов доменных имен, среди которых также Рег.ру, SpaceWeb, R01. 
По итогам 2023 года на долю Руцентра приходится 20% доменов в зоне .ru, компания обслуживает 84% топ-сайтов Рунета.
Принадлежит компании «РУ-ВЕБ.Инвестиции», владельцами которой являются инвестфонд Proxima Capital Group и мультимедийный холдинг РБК (РосБизнесКонсалтинг), ведущий операционную деятельность в сегментах интернет, телевидения и прессы.
Штаб-квартира компании расположена в Москве.
Проекты компании неоднократно получали «Премию Рунета».

## История
В 2000 году РосНИИРОС передал функции регистратора доменных имен в домене ru компании RU-CENTER, оставив за собой только техническое сопровождение российского национального домена. С этого момента началось становление и развитие системы распределенной регистрации доменов в зоне .ru.
В январе 2001 года RU-CENTER начал самостоятельную деятельность в качестве регистратора доменных имен в домене .ru.
В 2003 году компания получила аккредитацию у ICANN, став официальным регистратором в доменах общего пользования.
5 сентября 2006 год начато предоставление услуг хостинга. Компания стала предоставлять возможность размещения сайта и почты на пользовательском домене.
В 2008 году компания стала предоставлять услугу парковки доменов.
18 февраля 2010 года RU-CENTER остановил делегирование домена Torrents.ru.
С 27 апреля 2010 года компания предоставляет услуги по регистрации и поддержке доменов третьего уровня в качестве администратора геодоменов второго уровня (.msk.ru, .spb.ru, .nov.ru, .soci.ru, .karelia.su, .north-kazakhstan.su и других).
25 мая 2010 года открыта возможность делегирования доменов .рф.
19 ноября 2010 года против RU-CENTER было возбуждено дело на основании заявлений физических и юридических лиц, которые не смогли осуществить регистрацию доменных имен в доменной зоне .рф. В ходе разбирательств было установлено, что RU-CENTER зарегистрировал на себя порядка 60 000 доменных имен в зоне .рф, которые должны быть зарегистрированы на заявителей в порядке равной доступности.
16 марта 2011 года было объявлено о приобретении ЗАО «РСИЦ» (Акционерное общество «Региональный Сетевой Информационный Центр»), которое владеет брендом RU-CENTER, холдингом РБК. РБК закрывает сделку по покупке RU-CENTER 19 июня 2012. С этого момента компания стала частью бренда Hosting Community.
1 июля 2011 года ФАС России вынесла решение по делу в отношении компаний-регистраторов доменных имен в зоне .рф сети Интернет. RU-CENTER признан нарушившим закон «О защите конкуренции». Комиссия ФАС России предписала ЗАО «РСИЦ» перечислить в бюджет РФ более 239 млн рублей незаконно полученного дохода от осуществленных действий. 1 ноября 2011 года Арбитражный суд Москвы отменил решение ФАС о взыскании с RU-CENTER денежного штрафа.. Этот же суд в марте 2012 оставил в силе решение ФАС в отношении RU-CENTER , однако позже, в июне 2012 года, удовлетворил иск регистратора. В апреле 2013 г. президиум Высшего арбитражного суда (ВАС) признал регистратора RU-CENTER виновным в недобросовестной конкуренции при регистрации доменов в зоне .рф и обязал компанию выплатить штраф в размере 240 млн. рублей. В октябре 2013 года предписание ФАС было выполнено. 10 июня 2014 года регистратор подал заявление в ВАС РФ о пересмотре постановления суда, отказавшего в отмене штрафа антимонопольной службы.
В январе 2014 года Hosting Community, частью которой была компания RU-CENTER, объявила о ребрендинге и была переименована в RU-CENTER Group, тем самым сконцентрировав деятельность вокруг самого сильного и имеющего наибольший вес бренда RU-CENTER.
В 2014 году компания открыла офис в Санкт-Петербурге.
В 2016 году выручка группы компаний RU-CENTER впервые превысила 2 млрд рублей .
В 2018 году регистратор получил Премию Рунета в номинации «Технологии и Инновации» за сервис рекомендации доменов и развитие цивилизованного вторичного рынка доменов. В частности был отмечен проект магазина доменов, где впервые для российского интернета была открыта возможность выставления на продажу доменов, находящихся на поддержке у других регистраторов. На начало 2020 года в продаже находилось более 80 тысяч доменов.
В 2019 году RU-CENTER стал лауреатом Премии Рунета в номинации «Вклад в развитие национальной доменной зоны .ru».
В 2019 года компания запустила «Доменный брокер» — сервис по организации сделок купли-продажи доменов на вторичном рынке, где регистратор выступает гарантом безопасной передачи доменных имен.
В сентябре 2021 РБК продал 75% компании, владеющей RU-CENTER, консорциуму частных инвесторов «РУ-ВЕБ.Инвестиции» во главе с Proxima Capital Group, основанной Владимиром Татарчуком.
В ноябре 2023 года после решения SITA ограничить доступ к доменной зоне .aero для администраторов из России RU-CENTER профинансировала продление доменов российских авиационных компаний для поддержания стабильной работы сайтов авиаотрасли России.
В мае 2024 года в целях повышения безопасности RU-CENTER совместно с Минцифры РФ первым на рынке провел интеграцию с ЕСИА для подтверждения идентификации владельцев хостинговых услуг через систему «Госуслуги».
6 июня 2024 года на Петербургском международном экономическом форуме компания объявила о запуске продаж доменных имен в зоне .спб.рф. Первые домены город.спб.рф и форум.спб.рф были вручены Санкт-Петербургу и Фонду Росконгресс. Всего за первый месяц было  зарегистрировано 1 тыс. доменных имен, а зона стала одной из популярных доменных зон регионов России.
15 октября 2024 года АО «РСИЦ» сообщило о переходе на новую модель работы под брендом «Руцентр», направленную на усиление специализации по обслуживанию юридических лиц и обеспечению защиты доменных имен.

## Деятельность

### Регистрация и обслуживание доменов
Компания является регистратором доменных имён в более 750 зонах:
- российские: .ru, .рф, .su[34][35], .net.ru, .org.ru, .pp.ru.
- международные: .com, .net, .org, .info, .biz, .mobi, .name, .pro, .travel[8].
- зарубежные: .ag, .bz, .cc, .lc, .me, .mn, .sc, .tv, .vc[8] и ещё около 200 зон.
- региональные: .msk.ru, .spb.ru, .nov.ru, и т. д[36].
- новые домены (появившиеся по программе New gTLD: .guru, .club, .онлайн, .сайт и др.).[37]

Также она предоставляет услуги корпоративной доменной почты и услуги в области безопасности. С апреля 2024 года RU-CENTER продает отечественные SSL/TLS-сертификаты ТЦИ (Технический центр Интернет).

### Хостинг
5 сентября 2006 года компания начала предоставление услуги хостинга, включающей в себя возможности почты и размещения сайтов.
4 марта 2014 года RU-CENTER стала предоставлять, помимо виртуального хостинга, услугу VDS (виртуальный выделенный сервер).
В 2023 году компания вошла в реестр провайдеров хостинга.